# Armin Arbeiter (Leichtathletikfunktionär)
Armin Arbeiter (* 11. Januar 1889 in Pola; † 2. Mai 1976) war ein österreichischer Schwimmer, Leichtathlet und Leichtathletikfunktionär.

## Leben und Wirken
Armin Arbeiter widmete sich Zeit seines Lebens dem Sport, dabei vor allem dem Schwimmsport und der Leichtathletik. Bereits im Jahre 1908 übernahm er die Leichtathletiksektion des noch jungen Grazer AK, dem er selbst bereits als Aktiver angehört hatte, nachdem er zuvor beim Akademischen Turnverein Graz aktiv gewesen war. In weiterer Folge baute er die Sektion mit damals noch völlig neuen Methoden aus. Dazu zählten eine aufwendige Werbetätigkeit, das Abhalten von Kursen für Mittelschüler, eine verstärkte Veranstaltungstätigkeit, sowie Werbemeetings. Vor allem mit neuen Trainingsmethoden baute er die Leichtathletiksektion des GAK bis zum Beginn des Ersten Weltkrieges zum stärksten österreichischen Verein außerhalb Wiens aus.
Nachdem Arbeiter von seinem Kriegsdienst zurückgekehrt war, war er neben seinem Brotberuf als Jurist (Sekretär des Verbandes der obersteirischen Eisen- und Stahlwerke) weiterhin als Leichtathletikfunktionär tätig. Im Frühjahr 1923 wählte der Österreichische Leichtathletik-Verband ihn in seinen Vorstand. Um 1925/1928 übte er die Funktion des Schatzmeisters der steirischen Heimwehren aus. Von 1938 bis 1945 stand Arbeiter, ein Nationalsozialist, an der Spitze des Allroundvereins GAK. Aufgrund seiner Vergangenheit fiel Arbeiter unter die Bestimmungen der Entnazifizierung und musste sein Amt räumen. Er wurde auf Basis des Nationalsozialistengesetzes von 1947 als „minderbelastet“ eingestuft und kam nur zwei Jahre später als stellvertretender Obmann wieder in den Vorstand des GAK zurück.
Bis heute gilt er als Begründer der steirischen Leichtathletik. Des Weiteren war Arbeiter ein Mitbegründer der Landessportorganisation Steiermark, kurz LSO Steiermark, und war einer der großen Förderer der Wassersportentwicklung in Graz. In den 1920er Jahren gehörte er mit anderen Grazern wie Mirko von Vrbancic und Alfred Rödiger zu den dominierenden Schwimmern bei den österreichischen Schwimmmeisterschaften. Auch nach dem Zweiten Weltkrieg war Arbeiter um den Aufbau eines organisierten Leichtathletikverbandes bemüht. Um neben den politisch ausgerichteten Dachverbänden ASKÖ und Sportunion einen überparteilichen und unabhängigen Sportdachverband zu schaffen, wurde im Jahre 1949 der Allgemeiner Sportverband Österreichs, kurz ASVÖ, gegründet. Arbeiter war nicht nur einer der Mitgründer des Verbandes, sondern trat von 1951 bis 1957 auch als dessen Präsident in Erscheinung. Innerhalb kürzester Zeit erarbeitete sich der ASVÖ eine führende Stellung im österreichischen Sport und ist heute neben der ASKÖ und der Sportunion einer der drei Sportdachverbände Österreichs.
Arbeiter wurde im Laufe seines Lebens auch mehrfach geehrt. So war er unter anderem ein Ehrenmitglied des Österreichischen Leichtathletik-Verbandes (ÖLV) und des Steirischen Leichtathletikverbandes (StLV), sowie der erste Träger des StLV-Ehrenzeichens in Gold.
Neben dem Sport betätigte sich der promovierte Jurist Armin Arbeiter unter anderem im Verband der obersteirischen Eisen- und Stahlwerke und danach im Landesgewerbeverband für Steiermark. Er war Direktor der Meisterkrankenkasse des Handwerks für Steiermark.
Am 2. Mai 1976 starb Arbeiter im Alter von 87 Jahren.